# جيري مارتن (مغني)
جيري مارتن (بالإنجليزية: Jerry A Martin)‏ هو مغني أمريكي، ولد في 11 سبتمبر 1970.